# Kevin Ashman

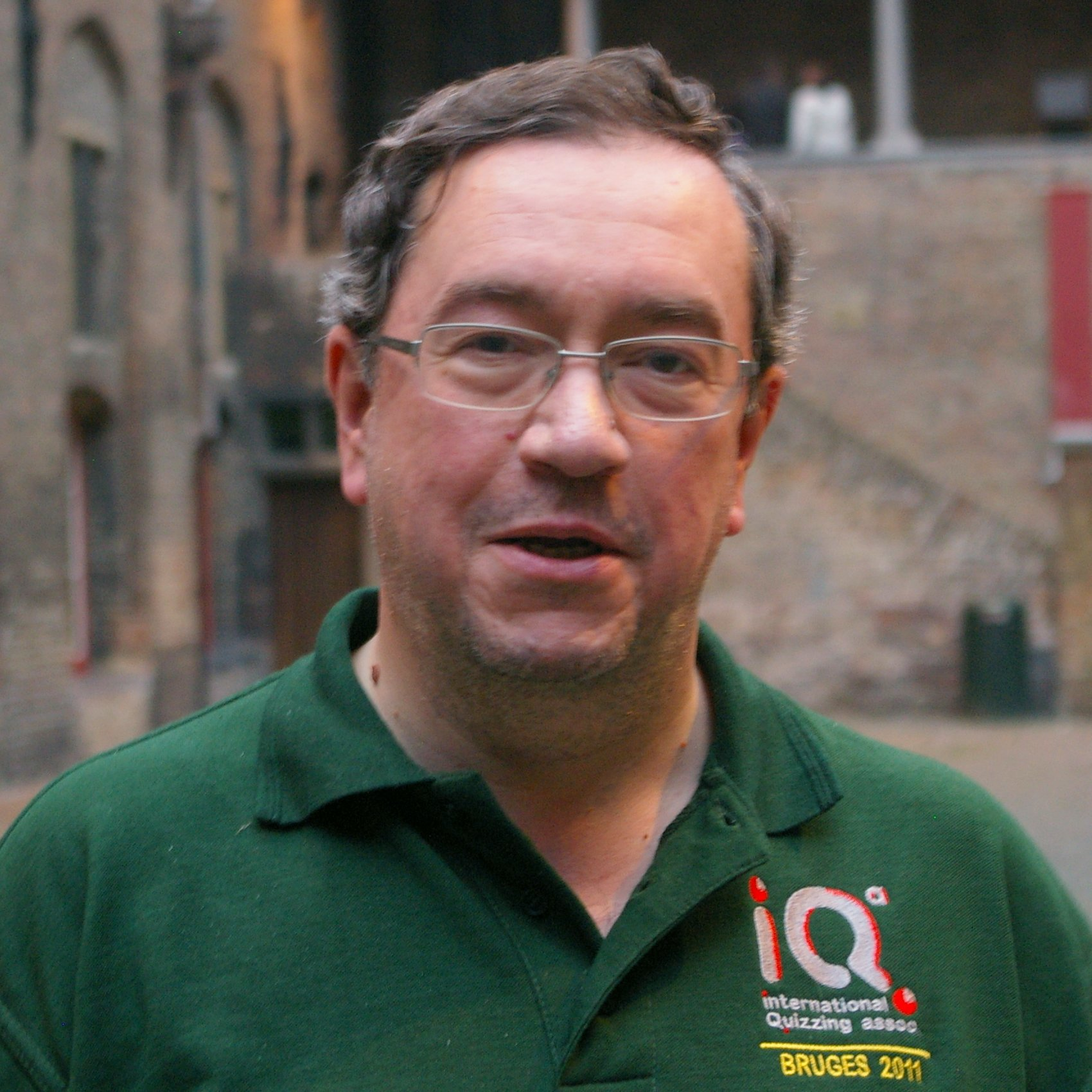
Kevin Ashman

Kevin Ashman (Winchester, 2 november 1959) is de meest succesvolle quizzer van het eerste decennium van de 21e eeuw. Hij werd vier keer wereldkampioen en vijf keer Europees kampioen.
Hij studeerde geschiedenis en werkte als ambtenaar, maar leeft ondertussen van het opstellen van quizvragen en het deelnemen aan tv-programma's.

## Eggheads
Hij is vast panellid in het BBC-quizprogramma Eggheads, waarin een team van vijf bekende quizzers het opneemt tegen vijf uitdagers.

## Nationale en internationale titels
Sinds de invoering van een Europese quizranglijst stond hij tot 2011 onafgebroken op nummer 1. Ashman heeft 22 maal goud behaald tijdens een WK of EK, 8 keer zilver en 5 keer brons. Tot op heden won hij zes keer het individuele EK in tien kampioenschappen, op het WK zegevierde hij vier keer op elf edities. Hij is ook aanvoerder van de Engelse nationale ploeg, waarmee hij zesmaal Europees kampioen werd. Op het EK treedt hij ook aan met zijn team, Milhous Warriors.

## Belangrijkste resultaten
| Jaar | Wereldkampioenschappen | Europese Kampioenschappen                                             | Britse Kampioenschappen |
| ---- | ---------------------- | --------------------------------------------------------------------- | ----------------------- |
| 2003 |                        | , Bromley (quizinterland) · Interland Landenteams                     |                         |
| 2004 | WK Individueel         | , Gent · EK Individueel · EK Landenteams                              | Individueel             |
| 2005 | WK Individueel         | , Tallinn · EK Individueel · EK Landenteams                           | Individueel             |
| 2006 | WK Individueel         | , Parijs · EK Individueel · EK Landenteams · EK Club Teams · EK Duo's | Individueel             |
| 2007 | WK Individueel         | , Blackpool · EK Landenteams                                          | Individueel             |
| 2008 | 4de WK Individueel     | , Oslo · EK Individueel · EK Landenteams · EK Duo's                   | Individueel · Duo's     |
| 2009 | WK Individueel         | , Dordrecht · EK Individueel · EK Landenteams · EK Duo's              | Individueel             |
| 2010 | WK Individueel         | , Derby · EK Landenteams · EK Club Teams · EK Duo's                   | Individueel             |
| 2011 | WK Individueel         | , Brugge · EK Individueel · EK Club Teams · EK Duo's                  | Individueel             |
| 2012 | 4de WK Individueel     | Tartu · EK Duo's · EK Landenteams                                     | Individueel             |
| 2013 | WK Individueel         | Liverpool · EK Duo's · EK Landenteams · EK Club Teams                 | Individueel             |
| 2014 | WK Individueel         |                                                                       |                         |

## Externe referenties
- (en)   Kevin Ashman in de Internet Movie Database